# Engramă
Engrama este urma biologică lăsată de activitatea unui excitant (stimul) extern în creier. Conform Dicționarului de psihologie, engrama este o urmă, modificare a țesutului neuronal, implicată într-o percepție, în trăirea unui eveniment, reprezentând o funcție generală a materiei organice. Denumirea engramă a fost inventată de Richard Semon, pentru a descrie substratul neural al memoriei în organism. În esență, Semon a propus ideea că experiența activează o populație de neuroni care suportă modificări chimice și/sau fizice persistente pentru a deveni o engramă. Reactivarea subsecventă a acestei engrame induce recuperarea amintirii. Conform dicționarului The Free Dictionary engrama este o presupusă codificare în țesutul neural care conferă baza fizică pentru persistența amintirii; urmă a unei amintiri.
Engrama este definită și ca un concept care se referă la o reprezentare neurală a unei amintiri sau a unei experiențe în creier, adică modificările fizice sau chimice care au loc la nivelul conexiunilor neuronale în timpul învățării și memorării.